# فینال‌های ان‌بی‌ای ۲۰۲۴
فینال‌های ان‌بی‌ای ۲۰۲۴، فینال سری مسابقات قهرمانی اتحادیه ملی بسکتبال (NBA) در فصل ۲۰۲۳–۲۴ و پایانِ پلی‌آف آن فصل بود. در این سری هفت‌بازی، قهرمان کنفرانس شرق، بوستون سلتیک، با نتیجه چهار بر یک از سد قهرمان کنفرانس غرب، دالاس ماوریکس، گذشت و اولین قهرمانی خود را از سال ۲۰۰۸ جشن گرفت و در مجموع هجدهمین عنوان خود را به‌دست‌آورد که بیشترین تعداد قهرمانی در تاریخ این لیگ برای یک تیم است. جیلن براون از سلتیکس با میانگین ۲۰٫۸ امتیاز، ۵٫۴ ریباند و ۵٫۰ پاس گل در هر بازی، به‌عنوان ارزشمندترین بازیکن فینال (FMVP) انتخاب شد.